# Konrad Schmid (Abt)

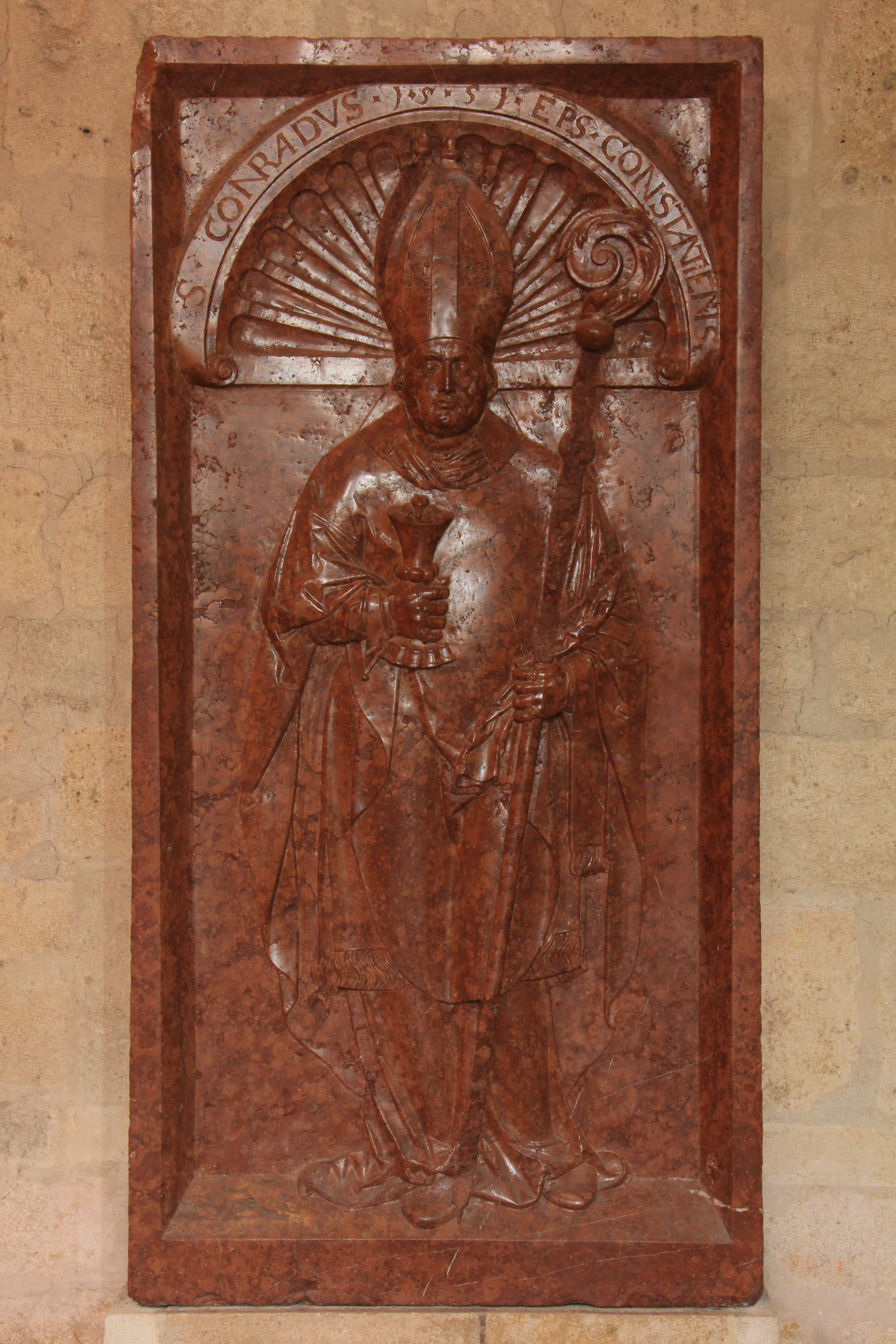
Epitaph für Abt Konrad Schmid (Faber) in der Stiftskirche

Konrad Schmid SOCist (* 1510 in Überlingen am Bodensee; † 5. Juni 1558 in Heiligenkreuz) war ein österreichischer Zisterzienser und Abt des Stiftes Heiligenkreuz.

## Leben
Konrad Schmid (auch Faber genannt) trat unter seinem Oheim, dem Abt Johann V. Hartmann, 1534 ins Noviziat ein und war 1537 bis 1540 Prior. Am 16. Juli 1540 wurde er unter Vorsitz des Abtes Hieronymus Feigl von Heiligenkreuz zum Abt von Neukloster in Wien Neustadt postuliert. Nach siebenjähriger Amtszeit riefen ihn die Mitbrüder aus dem Heiligenkreuzer Konvent am 16. Juli 1547 in gleicher Eigenschaft in sein Stammkloster zurück.
Dort fand er zwei Priester, einen Laienbruder und zwei Novizen vor. In seiner Heimat warb er Nachwuchs für das Kloster an. Diese kamen als Schüler ins Kloster und sieben traten in Noviziat ein. Darunter waren Schmids Nachfolger Ulrich Molitor, Petrus Rauch (später Abt von Lilienfeld), Johannes Ackermann (später Prior in Heiligenkreuz), Laurenz Hengenmüller (später Subprior und Prior, dann Abt von Zwettl) und Martin Steingaden, ebenfalls später Abt von Zwettl. Ihm gelang es durch gute Ernten 808.000 fl. Schulden zu tilgen.